# Episodi di Royal Playhouse (quinta stagione)
La quinta stagione della serie televisiva Royal Playhouse (Fireside Theater) è andata in onda negli Stati Uniti dal 30 settembre 1952 al 30 giugno 1953 sulla NBC.
| nº | Titolo originale               | Prima TV USA      | Titolo italiano | Prima TV Italia |
| -- | ------------------------------ | ----------------- | --------------- | --------------- |
| 1  | Next to Crash                  | 30 settembre 1952 |                 |                 |
| 2  | A Grand for Grandma            | 7 ottobre 1952    |                 |                 |
| 3  | The People's Choice            | 14 ottobre 1952   |                 |                 |
| 4  | The Sheriff                    | 21 ottobre 1952   |                 |                 |
| 5  | Visit from a Stranger          | 28 ottobre 1952   |                 |                 |
| 6  | I Send Your Son Into Battle    | 11 novembre 1952  |                 |                 |
| 7  | The Roof                       | 18 novembre 1952  |                 |                 |
| 8  | That's How It Is               | 25 novembre 1952  |                 |                 |
| 9  | Feet of Clay                   | 2 dicembre 1952   |                 |                 |
| 10 | Honor                          | 9 dicembre 1952   |                 |                 |
| 11 | Love Without Wings             | 16 dicembre 1952  |                 |                 |
| 12 | Ward of the Golden Gate        | 23 dicembre 1952  |                 |                 |
| 13 | A Kiss for Aunt Sophie         | 30 dicembre 1952  |                 |                 |
| 14 | Let the Cards Decide           | 6 gennaio 1953    |                 |                 |
| 15 | Many Happy Returns             | 13 gennaio 1953   |                 |                 |
| 16 | The Critic                     | 20 gennaio 1953   |                 |                 |
| 17 | The Lady Wears a Star          | 27 gennaio 1953   |                 |                 |
| 18 | I Cover Korea                  | 3 febbraio 1953   |                 |                 |
| 19 | The Return                     | 10 febbraio 1953  |                 |                 |
| 20 | Boundary Line                  | 17 febbraio 1953  |                 |                 |
| 21 | The Twelfth Juror              | 24 febbraio 1953  |                 |                 |
| 22 | Grey Gardens                   | 3 marzo 1953      |                 |                 |
| 23 | Money Under the Tree           | 10 marzo 1953     |                 |                 |
| 24 | A Grand Cop                    | 17 marzo 1953     |                 |                 |
| 25 | Unexpected Wife                | 24 marzo 1953     |                 |                 |
| 26 | A Man of Peace                 | 31 marzo 1953     |                 |                 |
| 27 | Cocoon                         | 7 aprile 1953     |                 |                 |
| 28 | Top Kick                       | 14 aprile 1953    |                 |                 |
| 29 | Mission to Algiers             | 21 aprile 1953    |                 |                 |
| 30 | The Pemberton Boy              | 28 aprile 1953    |                 |                 |
| 31 | The Hitchhiker                 | 5 maggio 1953     |                 |                 |
| 32 | The Gift Horse                 | 12 maggio 1953    |                 |                 |
| 33 | Safety Island                  | 19 maggio 1953    |                 |                 |
| 34 | The Day the Creek's Was Closed | 26 maggio 1953    |                 |                 |
| 35 | One Plus One                   | 2 giugno 1953     |                 |                 |
| 36 | The Deauville Bracelet         | 9 giugno 1953     |                 |                 |
| 37 | In the Carquinez Woods         | 16 giugno 1953    |                 |                 |
| 38 | Night in the Warehouse         | 23 giugno 1953    |                 |                 |
| 39 | The Snake                      | 30 giugno 1953    |                 |                 |

## Next to Crash
- Diretto da:
- Scritto da:

### Trama
- Interpreti: John Agar, Milburn Stone (colonnello), Lowell Thomas (narratore)

## A Grand for Grandma
- Diretto da:
- Scritto da:

### Trama
- Interpreti: Sam Edwards, Byron Foulger, Bobby Jordan, Gordon Nelson, Mabel Paige (Mrs. Fraser), Richard Reeves, Jeff York

## The People's Choice
- Diretto da:
- Scritto da:

### Trama
- Interpreti: Barbara Brown, Steven Clark, Kristine Miller, Tom Powers

## The Sheriff
- Diretto da:
- Scritto da:

### Trama
- Interpreti: Jim Davis (Hansen), Andrea King (Ruth), Kim Spalding (Roon)

## Visit from a Stranger
- Diretto da:
- Scritto da:

### Trama
- Interpreti: Marjorie Lord (Catherine), Marshall Thompson (Wyatt)

## I Send Your Son Into Battle
- Diretto da:
- Scritto da:

### Trama
- Interpreti: Gene Raymond (se stesso  - presentatore), Peter Adams, Jim Davis (colonnello Streeter), Robert Ellis, Chris Munson (sergente Moses), Clyde Trumbull (caporale Dobbs)

## The Roof
- Diretto da:
- Scritto da:

### Trama
- Interpreti: Leslie Banning (Ann), Howard Negley, Edward Tierney (Eddie), Kenneth Tobey (Larsen)

## That's How It Is
- Diretto da:
- Scritto da:

### Trama
- Interpreti: Hannelore Axman (Lilla), Betty Ball, Virginia Carroll, Gabriel Curtiz (Papa), Robert Foulk, Barry Gerts, Celia Lovsky (Mama), John Mylong (The Doctor), Kay Riehl, Edward Tierney (Chick)

## Feet of Clay
- Diretto da:
- Scritto da:

### Trama
- Interpreti: Angela Greene, William Phipps (Hal Williams), Grandon Rhodes (Burton Fleming)

## Honor
- Diretto da:
- Scritto da:

### Trama
- Interpreti: Larry Carr (Mike), Ron Hagerthy (Perry), John Hoyt (colonnello Winters)

## Love Without Wings
- Diretto da:
- Scritto da:

### Trama
- Interpreti: John Shelton (Chris Rogers), Jane Wyatt (Valerie)

## Ward of the Golden Gate
- Diretto da:
- Scritto da:

### Trama
- Interpreti: Everett Glass, Kay Morley (Kate), Susan Morrow (Buena), Marshall Thompson (Paul)

## A Kiss for Aunt Sophie
- Diretto da:
- Scritto da:

### Trama
- Interpreti: William Bakewell, Peggie Castle (Ann), Robert Hutton (Ken), Joel Marston, John Vosper, Douglas Wood

## Let the Cards Decide
- Diretto da:
- Scritto da:

### Trama
- Interpreti: Dabbs Greer (Doc Halliday), Gene Raymond (se stesso  - presentatore), Paula Raymond, Craig Stevens

## Many Happy Returns
- Diretto da:
- Scritto da:

### Trama
- Interpreti: Eve Miller, Phillip Terry

## The Critic
- Diretto da:
- Scritto da:

### Trama
- Interpreti: Jody Lawrance (Artist), Helen Parrish, Gene Raymond (se stesso  - presentatore), John Warburton (Critic)

## The Lady Wears a Star
- Diretto da:
- Scritto da:

### Trama
- Interpreti: George Nader (Mick), Gene Raymond (se stesso  - presentatore)

## I Cover Korea
- Diretto da:
- Scritto da:

### Trama
- Interpreti: Gordon Barnes, William Boyett, Marguerite Chapman (Wanda Brown), Stephen Chase, John Dehner, Richard Loo, Clarence Lung, Arthur Marshall, Gene Raymond (se stesso), Donald Woods (Steve Trent)

## The Return
- Diretto da:
- Scritto da:

### Trama
- Interpreti: Martha Hyer, Marjorie Lord, Gar Moore

## Boundary Line
- Diretto da:
- Scritto da:

### Trama
- Interpreti: George Nader (Charlie), Joy Page (Mina), Adam Williams (Harry)

## The Twelfth Juror
- Diretto da:
- Scritto da:

### Trama
- Interpreti: Anita Louise (Lydia Virgil), John Warburton

## Grey Gardens
- Diretto da:
- Scritto da:

### Trama
- Interpreti: Arthur Franz, Frances Gifford (Margaret), Fay Roope (Justin)

## Money Under the Tree
- Diretto da:
- Scritto da:

### Trama
- Interpreti: Madge Meredith (Sally), Walter Reed (Bill)

## A Grand Cop
- Diretto da:
- Scritto da:

### Trama
- Interpreti: Sven Hugo Borg, John Bromfield (Hefty Burke), Charlita, G. Pat Collins, Edward Colmans, Wade Crosby, John Downey, Raymond Largay, Shirley O'Hara (Mary Casey), Emory Parnell

## Unexpected Wife
- Diretto da:
- Scritto da:

### Trama
- Interpreti: William Bishop (Peter Warrender), Ruth Clifford, Maria Palmer (Anna Hoffman)

## A Man of Peace
- Diretto da:
- Scritto da:

### Trama
- Interpreti: Robert Arthur, Peter Bourne, Simon Deburgh, Ralph Faulkner (professore), Glase Lohman (Jose), Leonard Nimoy, Hermine Sterler

## Cocoon
- Diretto da:
- Scritto da:

### Trama
- Interpreti: Barbara Brown, Robert Dane, Byron Foulger, Madge Meredith (Joyce), Gene Raymond (se stesso  - presentatore), Robert Shayne, Emmett Vogan (dottor Hummel)

## Top Kick
- Diretto da:
- Scritto da:

### Trama
- Interpreti: Clancy Cooper, Richard Dodge, Ted Hecht, Alphonse Martell, Naji, George N. Neise, Michael Steele, Pierre Watkin

## Mission to Algiers
- Diretto da:
- Scritto da:

### Trama
- Interpreti: William Bishop, Peter Brocco, Charlene Hardey, Joe Kerr, Kristine Miller, Gordon Nelson, Emory Parnell, Lee Phelps, Norbert Schiller, Simon Scott

## The Pemberton Boy
- Diretto da:
- Scritto da:

### Trama
- Interpreti: Sheila Bromley (Zia Kate), Gene Raymond (se stesso  - presentatore), David Stollery (Pete)

## The Hitchhiker
- Diretto da:
- Scritto da:

### Trama
- Interpreti: Jim Davis, Andrea King

## The Gift Horse
- Diretto da:
- Scritto da:

### Trama
- Interpreti: Robert Paige (Harrison), Ruth Warrick (Jane)

## Safety Island
- Diretto da:
- Scritto da:

### Trama
- Interpreti: John Close, James Hickman, Maura Murphy, Gordon Nelson, Grandon Rhodes, Gil Warren, Frank Wisbar (se stesso  - presentatore)

## The Day the Creek's Was Closed
- Diretto da:
- Scritto da:

### Trama
- Interpreti: David Baer (Tommy), George Givot (George), Rick Vallin

## One Plus One
- Diretto da:
- Scritto da:

### Trama
- Interpreti: Lisa Clark (May), William F. Leicester, Laura Mason (Diane), Walter Reed

## The Deauville Bracelet
- Diretto da:
- Scritto da:

### Trama
- Interpreti: Leslie Bradley (Pomeroy), Reginald Denny, Andrea King (Peggy), Phyllis Stanley (Peggy)

## In the Carquinez Woods
- Diretto da:
- Scritto da:

### Trama
- Interpreti: Jim Davis, Andrea King (Teresa), Madge Meredith

## Night in the Warehouse
- Diretto da:
- Scritto da:

### Trama
- Interpreti: Robert Blake (Johnny), G. Pat Collins, Clancy Cooper (Piordan), Alan Foster, George Lynn, James Parnell, Gene Raymond (se stesso  - presentatore), Richard Reeves, Hugh Sanders

## The Snake
- Diretto da:
- Scritto da:

### Trama
- Interpreti: Leslie Bradley (Phil Howard), Bruce Lester, Madge Meredith (Jane Howard), Gene Raymond (se stesso  - presentatore), Norma Varden